# Secesja (sztuka)

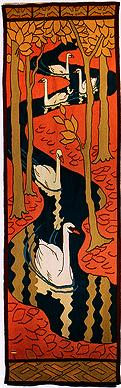
Otto Eckmann, makata z łabędziami, 1897

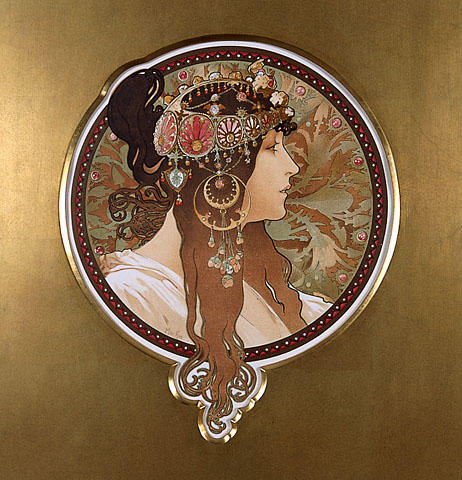
Alfons Mucha

Secesja (fr. sécession z łac. secessio „odejście”) – styl w sztuce europejskiej ostatniego dziesięciolecia XIX wieku i pierwszej dekady XX wieku, zaliczany w ramy modernizmu. Istotą secesji było dążenie do stylowej jedności sztuki dzięki łączeniu działań w różnych jej dziedzinach, a w szczególności rzemiosła artystycznego, architektury wnętrz, rzeźby i grafiki. Charakterystycznymi cechami stylu secesyjnego są: płynne, faliste linie, ornamentacja abstrakcyjna bądź roślinna, inspiracje sztuką japońską, swobodne układy kompozycyjne, asymetria, płaszczyznowość i linearyzm oraz subtelna pastelowa kolorystyka.
We Francji i w krajach anglosaskich styl ten nazywany jest art nouveau, w Niemczech Jugendstil, w Austrii Sezession, we Włoszech stile floreale lub stile liberty, w Anglii Arts and Crafts Movement, a w Hiszpanii modernismo.
Za bezpośredni okres kształtowania się secesji uważa się lata 80., za jej początek – lata 90. XIX. Dojrzałą formę osiągnęła ona w połowie lat 90. z apogeum popularności i możliwości w roku 1900 (Wystawa światowa w Paryżu). W drugiej połowie lat 90. styl rozpowszechnił się w całej Europie, czego efektem było wykształcenie się narodowych odmian stylu.

## Nazewnictwo
Secesja jest nurtem, który zyskał bardzo liczne nazwy. Polski termin secesja (jak i np. czeski secese) pochodzi od terminów Sezession i Sezessionsstil, używanych w Austrii na określenie tego nurtu, ale także i stowarzyszenia, powstałego w 1892 roku w Monachium (a potem Wiedniu i Berlinie). Słowo Sezession zaczerpnięto z łacińskiego secessio „oddzielenie się, wycofanie”.
We Francji secesja zyskała miano art nouveau (nowa sztuka). Terminu tego użył prawdopodobnie po raz pierwszy Henry van de Velde w eseju Deblaiment d’art (1894), jednak spopularyzowało go otwarcie rok później w Paryżu salonu Salomona Binga o nazwie L’Art Nouveau. Terminem tym w polskiej literaturze określa się przede wszystkim francuską odmianę secesji, jednak bywa on także używany w odniesieniu do innych krajów. Ten francuski termin jest także powszechnie używany w krajach anglosaskich.
W Niemczech ukuto nazwę Jugendstil, pochodzącą od monachijskiego tygodnika „Jugend” (Młodość). Obecnie pod nazwą tą rozumie się głównie niemiecką (lub austriacką) odmianę secesji.
Z kolei w Hiszpanii określa się secesję jako modernismo lub (w przypadku architektury) arquitectura modernista, przy czym tego ostatniego nie należy mylić z arquitectura moderna (czyli architekturą modernistyczną).
W Rosji najbardziej rozpowszechnionym określeniem jest модерн (modern), przy czym арт-нуво (wzgl. ар-нуво) (art nouveau) też jest dość często spotykane. Na Ukrainie najbardziej popularny termin to сецесія (secesija), choć модерн (modern) oraz арт-нуво (art nouveau) również funkcjonują w tym języku. Modernizm w architekturze, podobnie jak w języku polskim, określany jest odpowiednio słowami модернизм (modernizm) oraz модернізм (modernizm).

## Charakterystyka
Za podstawowe cechy secesji uważa się powszechnie charakterystyczną linię – giętką, płynną i ruchliwą oraz bogatą ornamentykę, zwłaszcza roślinno-zwierzęcą. Niewątpliwie jest to słuszne twierdzenie, jednak secesja była zjawiskiem bardziej złożonym i różnorodnym, nieograniczającym się wyłącznie do tych dwóch tendencji. Obok nurtów kwiatowo-organicznych (występujących zwłaszcza w Nancy z Gallém), obecne były nurty bardziej geometryczne, a mniej ornamentalne (np. Austria) czy abstrakcyjne i strukturalne, w których motywy organiczne są silnie przekształcane, tworząc formy niemal abstrakcyjne, a struktura danego obiektu jest podkreślona (Francja, Belgia – np. wejścia Guimarda do paryskiego metra).

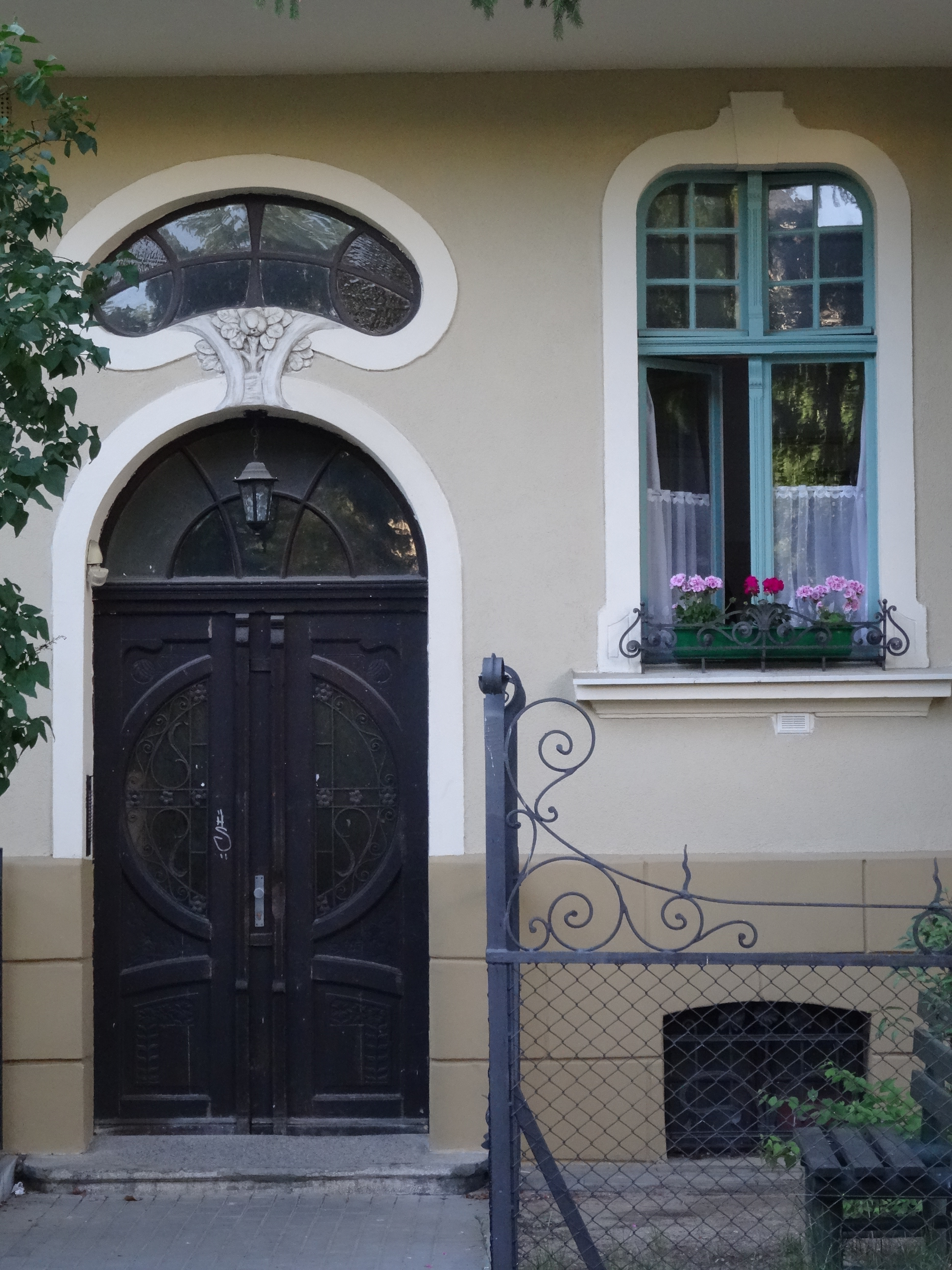
Wejście do secesyjnej willi z 1904, Sopot

Secesja, dążąca do stworzenia nowego stylu i zerwania z historyzmem, odcięła się od stosowanych dotychczas tradycyjnych form architektonicznych, np. antycznych porządków i pragnęła nowości oraz innowacji, stosując nowe sposoby ujęcia, nowe tworzywa, metody konstrukcji i techniki. Artyści chcieli, by objąć nią wszystkie dziedziny: od malarstwa, rzeźby i architektury po meble, ceramikę, biżuterię, ubiory i tkaniny, nobilitując tym samym sztuki stosowane i zdobnictwo oraz tworząc dzieła o charakterze dekoracyjnym. Tę ozdobność uzyskiwano – tak jak i wcześniej – za pomocą ornamentu, ale nowego, nieodwołującego się już do antycznych meandrów czy palmet, lecz budowanego na bazie roślin (czy to egzotycznych, czy zupełnie pospolitych) i motywów zwierzęcych.
Charakterystycznym środkiem, jakiego używali artyści, była wspomniana już płynna linia. Według jednych teorii zaczerpnięta została ze świata roślin: łodyg, wici itp.; według innych było odwrotnie – to właśnie zamiłowanie secesji do giętkiej linii wywołało zainteresowanie motywami roślinnymi. Innym środkiem była płaska plama, oznaczająca rezygnację z efektów iluzjonistycznych i sugestii przestrzeni za pomocą dotychczas stosowanych metod: perspektywy linearnej i powietrznej oraz światłocienia. Artyści szczególnie chętnie podkreślili pion: obrazy często miały formę wąskich, wysokich prostokątów, stosowali motywy wertykalne i strzeliste (wysmukłe postacie, długie łodygi roślin), akcentowali elementy pionowe. Charakterystyczna była także asymetria oraz kolory: głównie jasne, delikatne, takie jak biel czy lila.

## Źródła i kształtowanie się stylu
Korzenie secesji były rozległe, miała ona wielu prekursorów i rozbudowane podłoże ideologiczne. Zapowiedzi typowych dla niej form i elementów pojawiły się w Anglii i Francji znacznie przed rozkwitem stylu.
Koniec XIX wieku naznaczony był szczególnie silną chęcią uwolnienia się od akademizmu, pobudzaną przez zbliżający się nowy wiek i pragnieniem reformy. Część artystów z pogardą traktowała powszechne wówczas zjawisko historyzmu, uważane przez nich za marną imitację dawnych stylów. Chcieli za wszelką cenę stworzyć nowy styl. Istotne było także dążenie do jedności sztuk, do którego nawoływano już wcześniej, choćby w kręgu prerafaelitów, którzy zajmowali się wieloma dziedzinami sztuki. Rozwój techniczny postawił przed ówczesnymi artystami pytanie o miejsce maszyny w sztuce. William Morris i John Ruskin opowiadali się za rękodziełem, a nie wytworem fabrycznym; ich zwolennicy poświęcali się zatem rękodziełu, tworząc dzieła drogie, a co za tym idzie niedostępne i w efekcie sprzeczne z dążeniem do upowszechnienia pięknych przedmiotów. Jednak większość artystów secesyjnych nie miała obaw wobec maszyny – secesja godziła się z produkcją maszynową, ale nie rezygnowała z rękodzieła.
Wspomniany Morris i jego ruch Arts and Crafts mający na celu nadanie piękna przedmiotom codziennego użytku i przywrócenie rzemiosłu rangi sztuki odegrał istotną rolę w procesie kształtowania się secesji. Drogę secesji torowali także prerafaelici ze swoją dekoracyjnością, symboliką i zamiłowaniem do linii oraz malarz James McNeill Whistler. O ile w Anglii ostatecznie nie wzrosła dojrzała forma secesji, o tyle na kontynencie tendencje te okazały się niezwykle istotnym czynnikiem. Znaczący wpływ – zresztą nie tylko na secesję – wywarła sztuka japońska, która pojawiła się w Europie w latach 60. XIX wieku. Oprócz powierzchownego wykorzystywania w dziełach orientalnych akcesoriów, artyści przyswajali sobie nowe podejście do problemu perspektywy, swobodną kompozycję, asymetryczność, jasny koloryt czy operowanie pustą płaszczyzną.
Dla rozwoju i rozprzestrzeniania się stylu ważną rolę odegrały czasopisma artystyczne, wydawane wówczas bardzo licznie (w latach 90. XIX w Europie było co najmniej 100 tytułów).

## Ośrodki

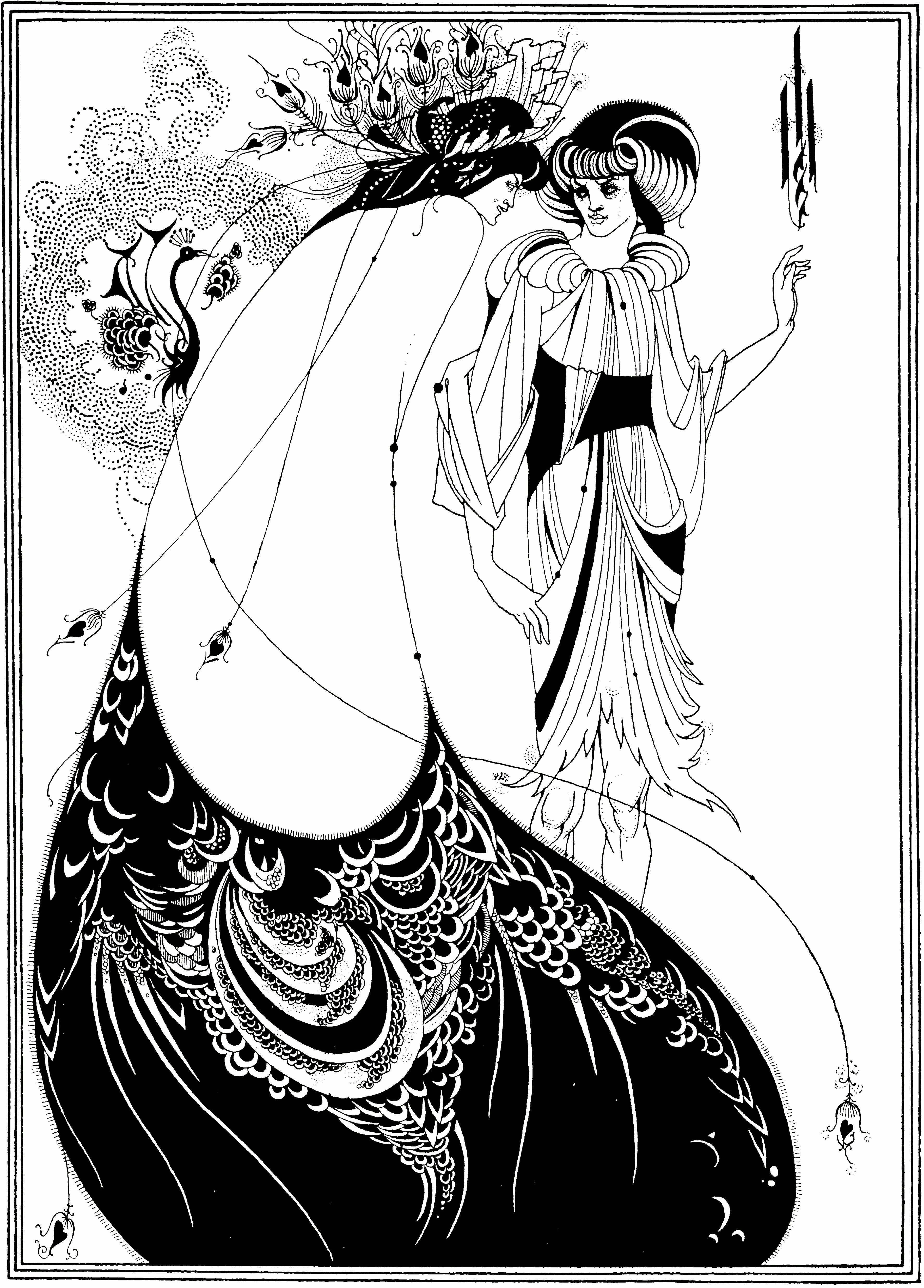
Aubrey Beardsley, Pawia suknia

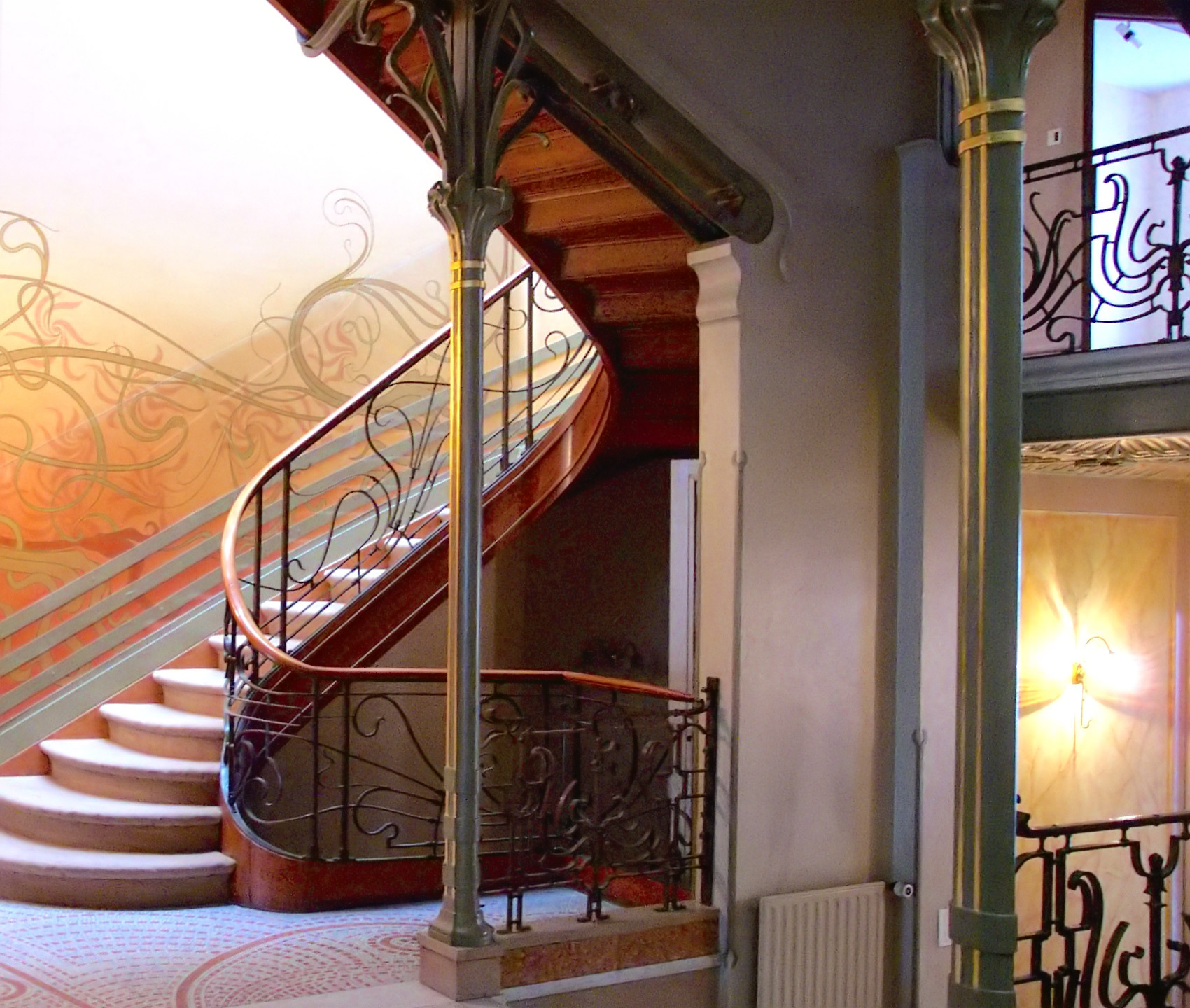
Victor Horta, Maison Tassel – klatka schodowa, 1892-1893

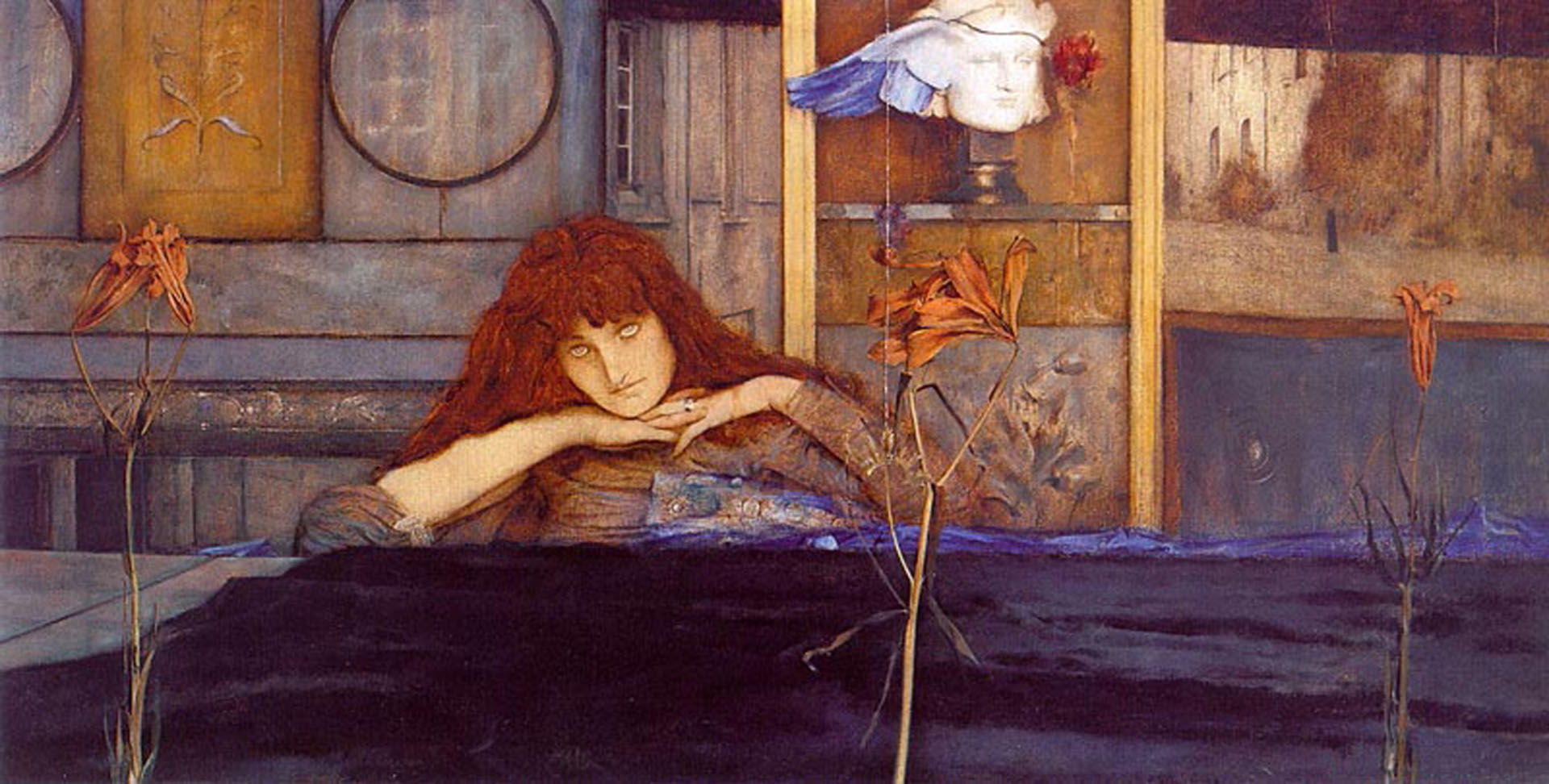
Fernand Khnopff, Zamykam drzwi za sobą, 1891

Początki secesji powstały jednocześnie i, jak się zdaje, niezależnie od siebie w kilku punktach ziemi. Poszczególne jej elementy występują w latach osiemdziesiątych w Katalonii, Stanach Zjednoczonych, Anglii, Francji. W latach 90. XIX styl nagle pojawił się w różnych ośrodkach, takich jak Anglia, Belgia, Francja.

### Anglia
Jak już zostało powiedziane, na pojawienie się secesji w Anglii złożyło się wiele czynników. Za jednego z pierwszych angielskich artystów secesyjnych uważa się projektanta Arthura H. Mackmurdo, autora m.in. okładki do książki Wren’s City Churches (1883) z motywem falujących, dynamicznych kwiatów. Czołowym twórcą był Aubrey Beardsley, tworzący w latach 90. XIX, który w swoich rysunkach szczególnie często (i bardzo śmiało) odwoływał się sfery erotycznej (np. nimfomanii). Jego ilustracje cechował silny linearyzm i płaszczyznowość, wyrafinowanie, rezygnacja ze światłocienia, deformacja – czasem wręcz karykaturalna.

### Belgia
To właśnie w belgijskiej Brukseli – bardzo żywym wówczas ośrodku artystycznym – najwcześniej pojawiła się architektura secesyjna. Pierwszym dziełem był Maison Tassel (Dom Tassela), wzniesiony przez Victora Hortę w latach 1892–1893. Pomieszczenia otrzymały różnorodne kształty, wzajemnie się przenikając. Klatka schodowa dekorowana jest motywami z dynamicznej, wijącej się linii, umieszczonymi na ścianach, podłodze, balustradzie i kolumienkach. W fasadzie architekt umieścił wykusz i okna o rozmaitych kształtach. Niejasna jest kwestia oryginalności Maison Tassel i stopnia, w jakim innym artyści mogli wpłynąć na powstanie tego pierwszego, w pełni secesyjnego i jednolitego dzieła architektonicznego. Horta był autorem także wielu innych kamienic i budowli (np. Hôtel Solvay, 1895-1900; Maison du Peuple, 1896-9), eksponujących żelazna konstrukcję, stosujących krzywolinijne ornamenty i różnorodne materiały.
Drugim czołowym secesyjnym twórcą był Henry van de Velde, najpierw działający jako malarz (neoimpresjonista i abstrakcjonista), od lat 90. jako architekt, projektant wnętrz, mebli, porcelany, biżuterii itd. Pierwszym ważnym dziełem była willa Bloemenwerf w Ukkel z secesyjnymi meblami i wyposażeniem. Następnie zaprojektowane wnętrza dla S. Binga do budynku w Paryżu zw. Maison Bing lub Maison de l’Art Nouveau, spotkały się mieszanym odbiorem. W 1897 roku miała miejsce wystawa dzieł Veldego, która ugruntowała jego pozycję, stając się wręcz dla młodych artystów objawieniem nowego stylu. Po 1900 van de Velde tworzył w Niemczech, projektując liczne wnętrza i teatr Werkbund w Kolonii (1914). Zajmował się także teorią sztuki, pisząc artykuły i wykładając. Opowiadał się za sztuką bez podziału na sztuki piękne i rzemiosło, dostępną dla wszystkich. Był zwolennikiem maszyny, a nawet głosił piękno nowych wynalazków (np. lokomotywy). Posługiwał się przede wszystkim linią.
W malarstwie główną postacią był symbolista Fernand Khnopff, tworzący nastrojowe płótna z melancholijnymi kobietami.

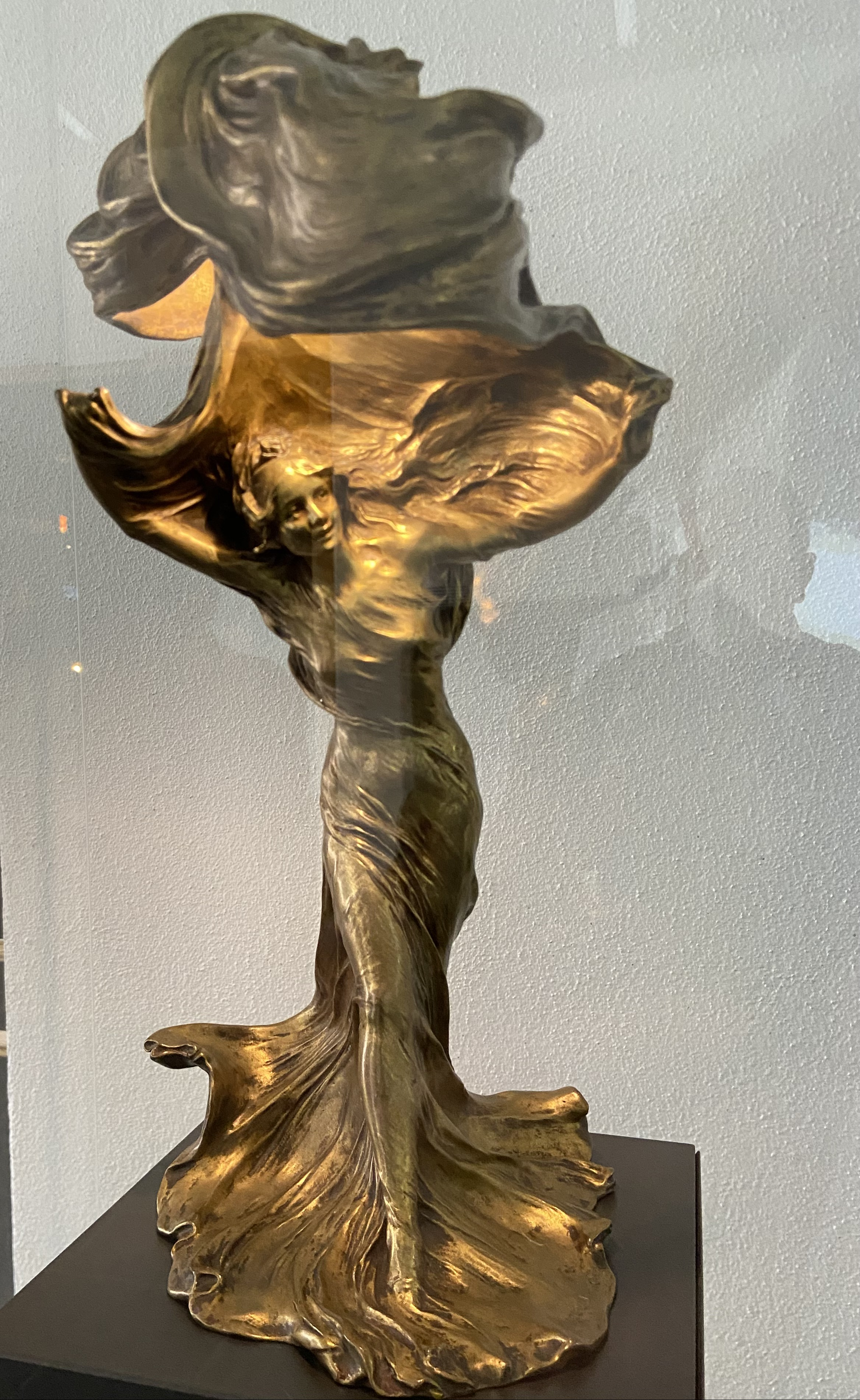
Lampa: Dance of the Lily (Loie Fuller) - ok. 1901 - Muzeum Wiesbaden-Raoul Larche (1860-1912)

### Francja
Podobnych rysów czy związków z secesją dopatruje się w niektórych dziełach Paula Gauguina, Émile’a Bernarda i Vincenta van Gogha. Podobieństwa polegały na odrzuceniu przez tych malarzy realizmu i impresjonizmu, by posługując się linią i płaską plamą, wyrażać idee i wywoływać nastroje. Także u nabistów widać cechy wspólne z Art Nouveau: symbolizm, używanie płaskich plam barwnych, zainteresowanie różnymi dziedzinami sztuki. W bogatym dorobku Auguste’a Rodina znajdują się rzeźby, posługujące się secesyjną falistością i płynnością (Danaida, 1885; Brama Piekła, 1880–1917).
Głównymi ośrodkami francuskiej secesji były: Paryż i Nancy. W stolicy działał czołowy architekt francuskiego Art Nouveau – Hector Guimard, znany przede wszystkim jako twórca wejść do stacji paryskiego metra. Wykonane fabrycznie z żelaza pomalowanego na zielono, oparte są na bujnych, płynnych liniach. Wznosił także kamienice i pałace (np. Castel Béranger, 1894-8) i budynki publiczne (np. sala w Humbert de Romans, 1902, z wyeksponowaną stalową konstrukcją). W Paryżu działał również najwybitniejszy złotnik i jubiler secesyjny, René Lalique.
Okres secesji przyniósł szczególny rozkwit sztuki plakatu. Jednym z ojców współczesnego plakatu był Jules Chéret, operujący żywą kolorystyką, niezwykłymi krojami pisma i uproszczonym rysunkiem, drugim – Henri de Toulouse-Lautrec.
Natomiast w Nancy tworzył Émile Gallé, działający na polu meblarstwa i szklarstwa. Szczególnym zainteresowaniem darzył przyrodę, a zwłaszcza rośliny. Zbierał je i hodował, czerpiąc z nich inspirację do tworzonych dzieł. W swoich wyrobach szklarskich stosował różne techniki i kształty naczyń. Dzięki własnym metodom barwienia szkła uzyskał szeroką gamą kolorów, stosując przede wszystkim odcienie mleczne i matowe.

### Niemcy

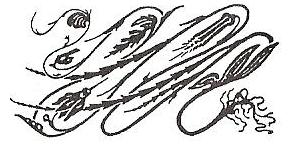
Hermann Obrist, Cyklamen, 1895

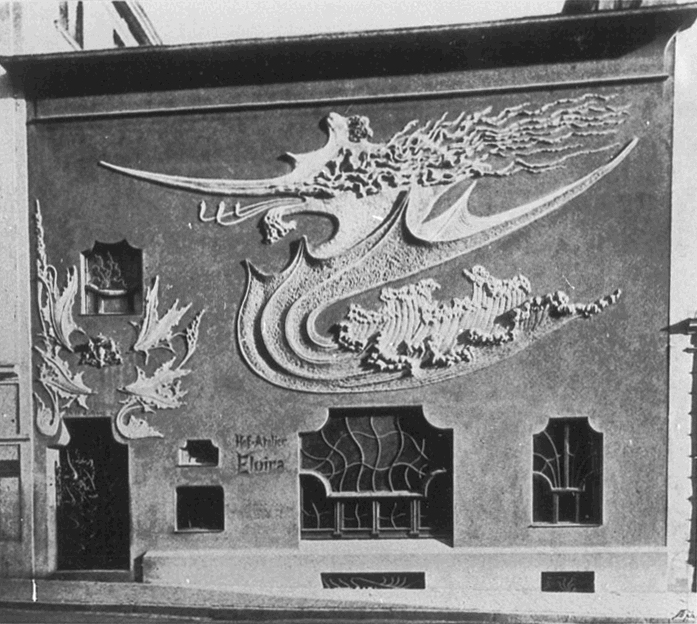
Atelier „Elvira” w Monachium

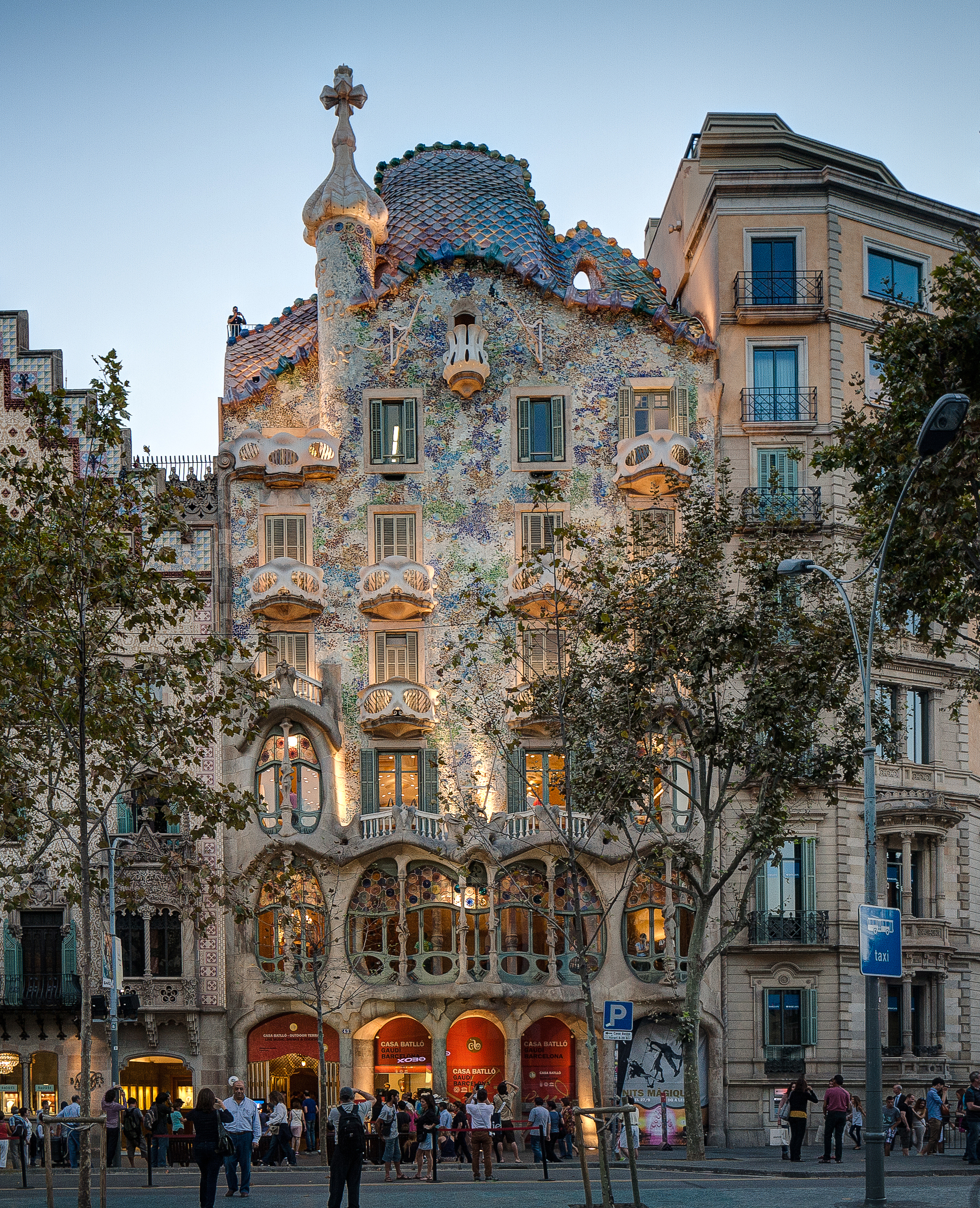
Gaudí, Casa Batlló

Dla rozwoju niemieckiej secesji ważnym wydarzeniem było powstanie w Monachium pisma „Jugend” (1896), bogato ilustrowanego m.in. przez Ottona Eckmanna. Ten grafik i projektant stworzył m.in. makatę z płynącymi łabędziami, operującą płaską plamą i linią oraz pozbawioną światłocienia. Stworzył również charakterystyczną, secesyjną czcionkę. Inne ważne niemieckie pisma tego czasu to: „Simplicissimus” i założone przez Juliusa Meiera-Graefego „Pan”.
Hermann Obrist był projektantem i rzeźbiarzem. Podobnie jak Morris, chciał odnowić rzemiosło i w tym celu założył w 1897 roku warsztaty rzemiosła artystycznego (Vereinigte Werkstäten für Kunst im Handwek). W swoim hafcie Cyklamen (1895), na niebieskawym tle przedstawił powyginaną, wężowatą żółtą roślinę. Ze względu na jej bardzo dynamiczny charakter haft ten nazywany jest również Uderzenie biczem.
August Endell zaprojektował fasadę pracowni fotograficznej „Elvira” (1897-8): na płaskiej ścianie, zaopatrzonej w różnorodne okna, umieścił ogromną, dynamiczną płaskorzeźbę, na wpół-abstrakcyjną, przypominającą skrzydło ptaka, morskie fale i liście. Ta na swe czasy szaleńczo zuchwała płaskorzeźba, przykład najbardziej wybujałej, najbardziej rozwichrzonej secesji, gorszyła długo dobrodusznych monachijczyków i została w końcu zniszczona za rządów Hitlera.

### Hiszpania
Głównym ośrodkiem w Hiszpanii była Barcelona, a czołowym twórcą – Antoni Gaudí. Jego twórczość była mieszaniną różnorodnych stylów, która z czasem zyskała odrębny, oryginalny charakter, po części secesyjny. Jego wczesne dzieło, Casa Vicens (1878-1880), otrzymało secesyjne ogrodzenie z żelaza, oparte na motywach roślinnych (palmy, lotos) i krzywych liniach. Wężowate kraty umieścił w portalach pałacu Güell (1885-1889). Park Güell ozdobił niezwykłymi budowlami. Wzniósł wreszcie dwie kamienice – Casa Batlló i Casa Milà – o falistych, rozkołysanych fasadach, pozbawionych niemal zupełnie prostych linii. Druga z nich porównywana była do zastygłej lawy, piaszczystych wydm, wypłukanych skał czy rozkołysanego morza. Na jej dachu architekt umieścił fantazyjne kominy. Dziełem jego życia stała się Sagrada Família, którą trudno zaklasyfikować w ramy jakiegoś stylu. Po części neogotycka, po części secesyjna, zwieńczona czterema wieżami, przywodzącymi na myśl zarówno kubizm, jak ekspresjonizm.

### Holandia
Znamiona secesji nosi wczesna twórczość Vincenta van Gogha, kształtująca się pod wpływem sztuki japońskiej i oparta na niespokojnych liniach. Na dalszy rozwój secesji w Holandii wpływ mieli: Jan Toorop i Johan Prikker. Toorop, w którego dziełach podkreśla się często symboliczny wydźwięk, często malował kompozycje zagmatwane, rytmicznie powtarzające się. Wielokrotnie wykorzystywał motyw wysmukłych kobiet, oplecionych przez długie szaty i włosy.

### Szkocja
W Szkocji, a konkretnie w Glasgow, powstała odrębna odmiana secesji, stworzona przez Charlesa Mackintosa, Herberta MacNeira i ich żony: Margaret i Frances MacDonald. Ich dzieła charakteryzowała oszczędność połączona z wyrafinowaniem, jasne barwy, linie faliste obok prostych.

Mackintosh, architekt i projektant, stworzył budynek Glasgow School of Art o prostej, asymetrycznej bryle oraz wnętrza herbaciarni Miss Cranston: The Buchanan Street Tearoom (1896–1897) i Willow Tearoom (1903–1904). Pomieszczenie The Buchanan Street zostało podzielone metalowymi prętami i ozdobione namalowanymi na ścianach postaciami kobiecymi i różami.

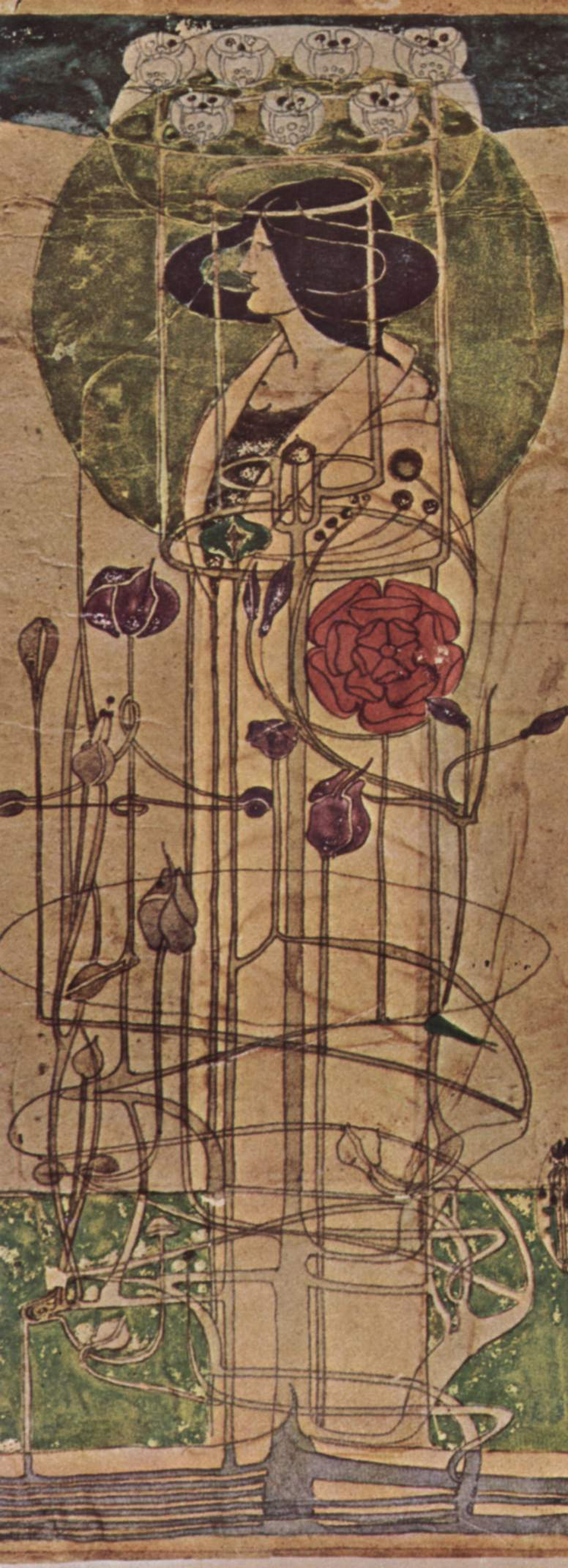
Mackintosh, projekt do herbaciarni Miss Cranston

### Austria

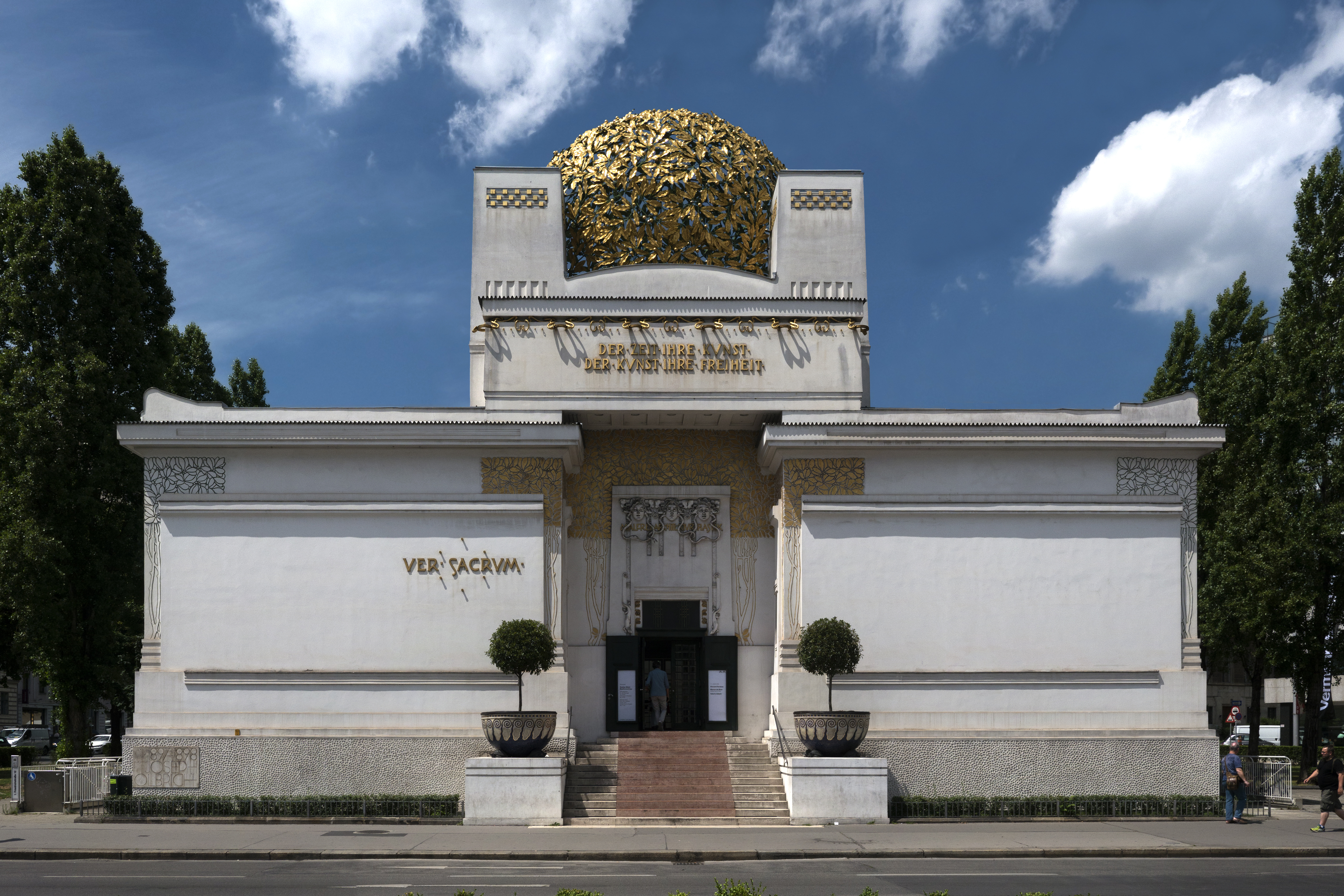
Joseph Olbrich, budynek wiedeńskiej Secesji

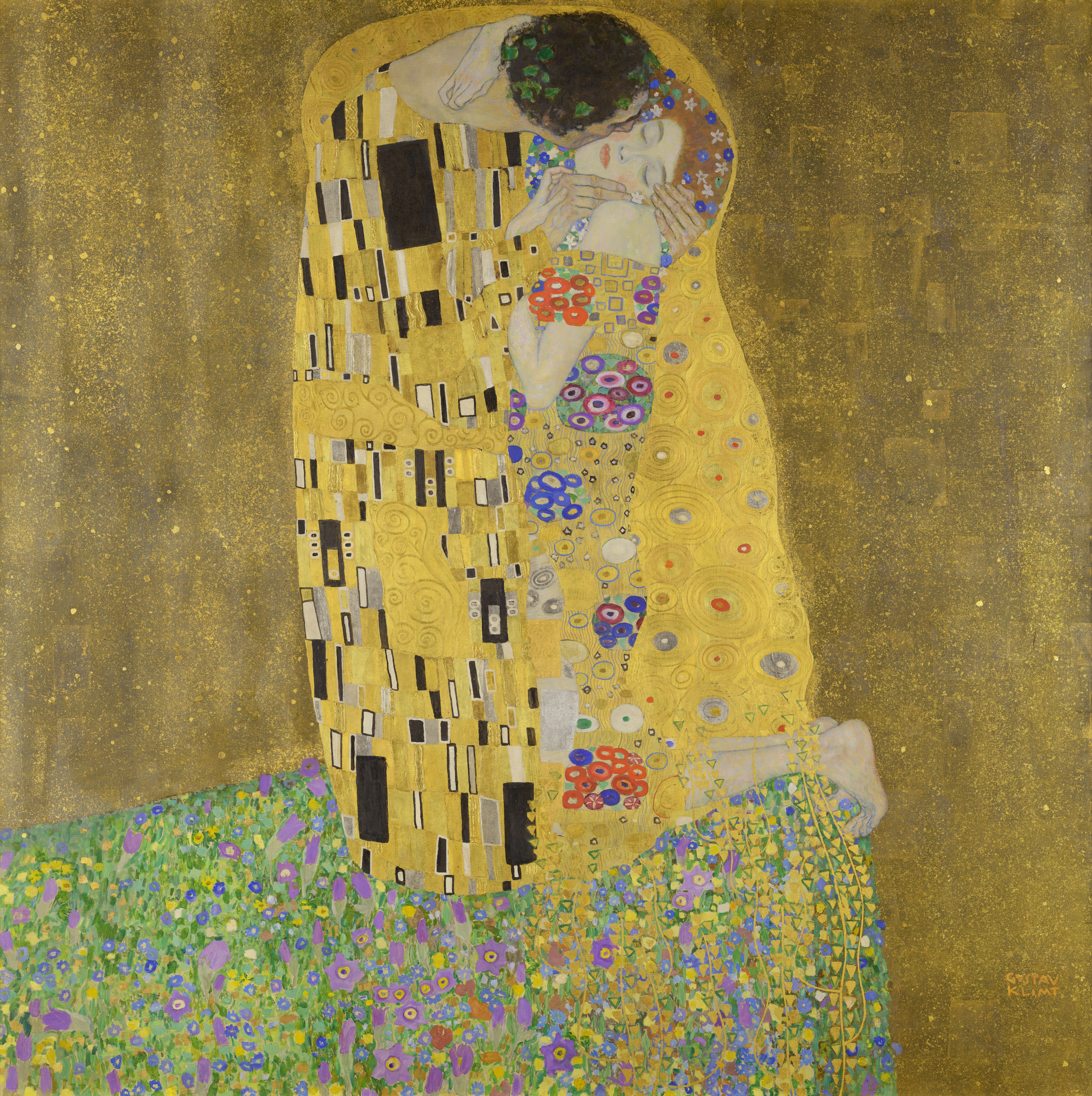
Gustav Klimt, Pocałunek

Wiedeń przełomu XIX i XX wieku był ośrodkiem obfitującym w nowe ruchy; tu działali: Richard Strauss, Gustav Mahler, Zygmunt Freud czy Arnold Schönberg. W 1897 zawiązało się stowarzyszenie artystyczne „Sezession”, od którego wywodzi się polska nazwa całego stylu. Stowarzyszenie miało swój gmach, wzniesiony przez Josepha Marię Olbricha w latach 1898–1899; wydawało też czasopismo „Ver Sacrum”. Jego wieloletni przewodniczący, Gustav Klimt, to autor obrazów przesyconych erotyką, przedstawiających niemal wyłącznie kobiety. Ich głowy przedstawiał realistycznie, natomiast stroje i tła są płaskie, zdobione wzorami geometrycznymi lub roślinnymi. Charakterystyczne dla niego było stosowanie złoceń.
Architekt Otto Wagner, po okresie wykorzystywania dawnych stylów, opowiedział się – choć też nie na długo – po stronie secesji. Stworzył wówczas dwie stacje kolei miejskiej w Wiedniu i kościół am Steinhof w tym samym mieście. Z czasem jego budynki stały się bardziej zwarte i blokowe, niemal pozbawione śladów po secesji.
Secesja wiedeńska wyróżniała się zamiłowaniem do linii prostych oraz figur i brył geometrycznych, zwłaszcza do kwadratu. Zredukowany został ornament i motywy roślinne. Występowały więc tu analogie z secesją szkocką, co wynikało ze wspólnych dążeń i wzajemnych kontaktów obu środowisk. Pozbawione części typowych cech pełnej secesji, zapowiadają już sztukę nowoczesną.

### Czechy
W Czechach secesja pojawiła się w ostatnich latach XIX wieku. Artystą jednoznacznie kojarzonym z czeską secesją jest Alfons Mucha, grafik, malarz, autor plakatów. Wypracował swój własny styl i repertuar motywów, bazując na krzywych liniach, ornamentach roślinnych, jasnych barwach i specyficznych postaciach kobiecych o długich włosach. Projektował liczne plakaty teatralne i handlowe, witraże, ilustracje, kalendarze itd.

### Polska

Stanisław Wyspiański, Róża, ozdobnik z „Życia”

Stanisław Wyspiański, Macierzyństwo

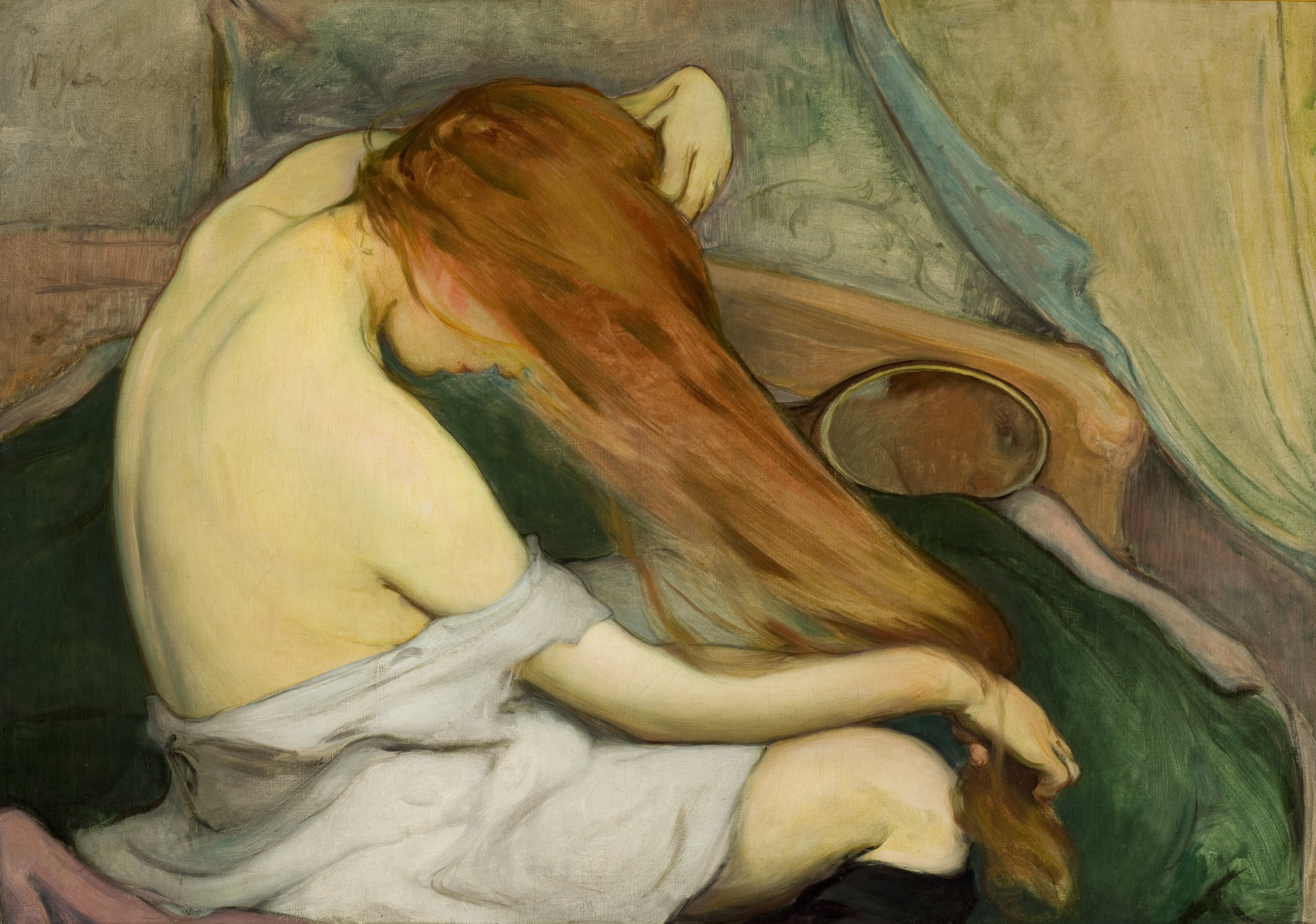
Władysław Ślewiński, Czesząca się, 1897

Błędem jest traktowanie terminu „Młoda Polska” jako synonimu secesji; Młoda Polska była zjawiskiem szerszym, w ramach którego występowała także secesja, ale nie każde dzieło młodopolskie miało cechy secesyjne.
Secesja została przeszczepiona do Polski z innych krajów, ale grunt pod nią nie był tak przygotowany, jak np. w Anglii. Głównym ośrodkiem stał się Kraków, w którym życie kulturalne mogło rozwijać się dość swobodnie. Najważniejszą postacią krakowskiej secesji był Stanisław Wyspiański, sam odżegnujący się od nazwy secesja. Gdy zaprojektowane przez niego wnętrze Domu Lekarskiego zostało nazwane secesyjnym, odpowiedział złośliwą fraszką:
Wyuczono papugę wyrazów o sztuce
przyznać trzeba, że łatwość miała w tej nauce;
więc gdy wyraz „secesja” wymawiać pojęła,
witała tym wyrazem wszystkie nowe dzieła.
Więc styl mój krzeseł z lekarskiego domu
nazwała „secesyjny” – płynnie i bez sromu.
Czekać trzeba cierpliwie, aż po pewnym czasie
nowy frazes papudze w pamięć wbić znów da się.
Jakkolwiek rzecz ta kształtu Sztuki nie odmieni,
frazes jednak wystarczy, by MYŚL diabli wzięni.
Mimo iż sam artysta nie lubił, gdy jego dzieła włączano w ramy secesji, co oprócz ogólnej niechęci artystów do „etykietowania” ich dorobku, było spowodowane także kojarzeniem w Galicji słowa secesja z Wiedniem, a co za tym idzie – z monarchią austro-węgierską, w jego twórczości widoczne są liczne pierwiastki secesyjne. Tak jak i inni artyści secesyjni, był twórcą wszechstronnym, zajmującym się grafiką, malarstwem, projektowaniem mebli, wnętrz, krojów pisma, pisaniem dramatów, poezji itd. Pragnął także syntezy sztuk, dzieł sztuki całościowej, co realizował w przygotowywanych przez siebie inscenizacjach czy projektach wnętrz. Chętnie posługiwał się falistą linią i płaskimi plamami oraz wykorzystywał motywy roślinne. Rośliny rysował w „Zielniku” i wykorzystywał w wielu dziełach, np. malowidłach w krakowskim kościele franciszkanów.
Innym artystą, w którego dorobku widać wpływ secesji, był Józef Mehoffer, autor Dziwnego ogrodu (1902/3), gdzie nad postaciami w ogrodzie unosi się ogromna, nadnaturalnych rozmiarów ważka. Od lat 90. XIX przez 40 lat tworzył witraże dla katedry we Fryburgu. Ich styl zmieniał się z czasem, ulegając także oddziaływaniom secesji (np. witraż ze św. Katarzyną i Barbarą, 1898–1900, z motywami kwiatowymi i falującymi liniami). Secesyjny charakter miała także grafika książkowa Mehoffera. Secesji dopatruje się też w niektórych obrazach Władysława Ślewińskiego (np. Czesząca się), Witolda Wojtkiewicza, Ferdynanda Ruszczyca, Mieczysława Jakimowicza czy Edwarda Okunia.
Wśród rzeźbiarzy wpływy secesji zaznaczyły się u Xawerego Dunikowskiego, zwłaszcza w grupie Kobiety brzemienne. Wacław Szymanowski, znany głównie jako autor pomnika Chopina w warszawskich Łazienkach, był autorem także innych secesyjnych rzeźb, takich jak Płacząca, pomnik Wacława Szymanowskiego-ojca, Fala, Mickiewicz po improwizacji.
Tak jak na Zachodzie, tak i w Polsce artyści zainteresowali się rzemiosłem, tworząc Towarzystwo Polska Sztuka Stosowana. Projektowano też wnętrza: Wyspiański wnętrza gmachu Towarzystwa Lekarskiego w Krakowie (1905), Mehoffer wnętrza Izby Przemysłowo-Handlowej w Krakowie (1905), Karol Frycz wnętrza „Jamy Michalika” (1911).

## Schyłek i późniejszy odbiór

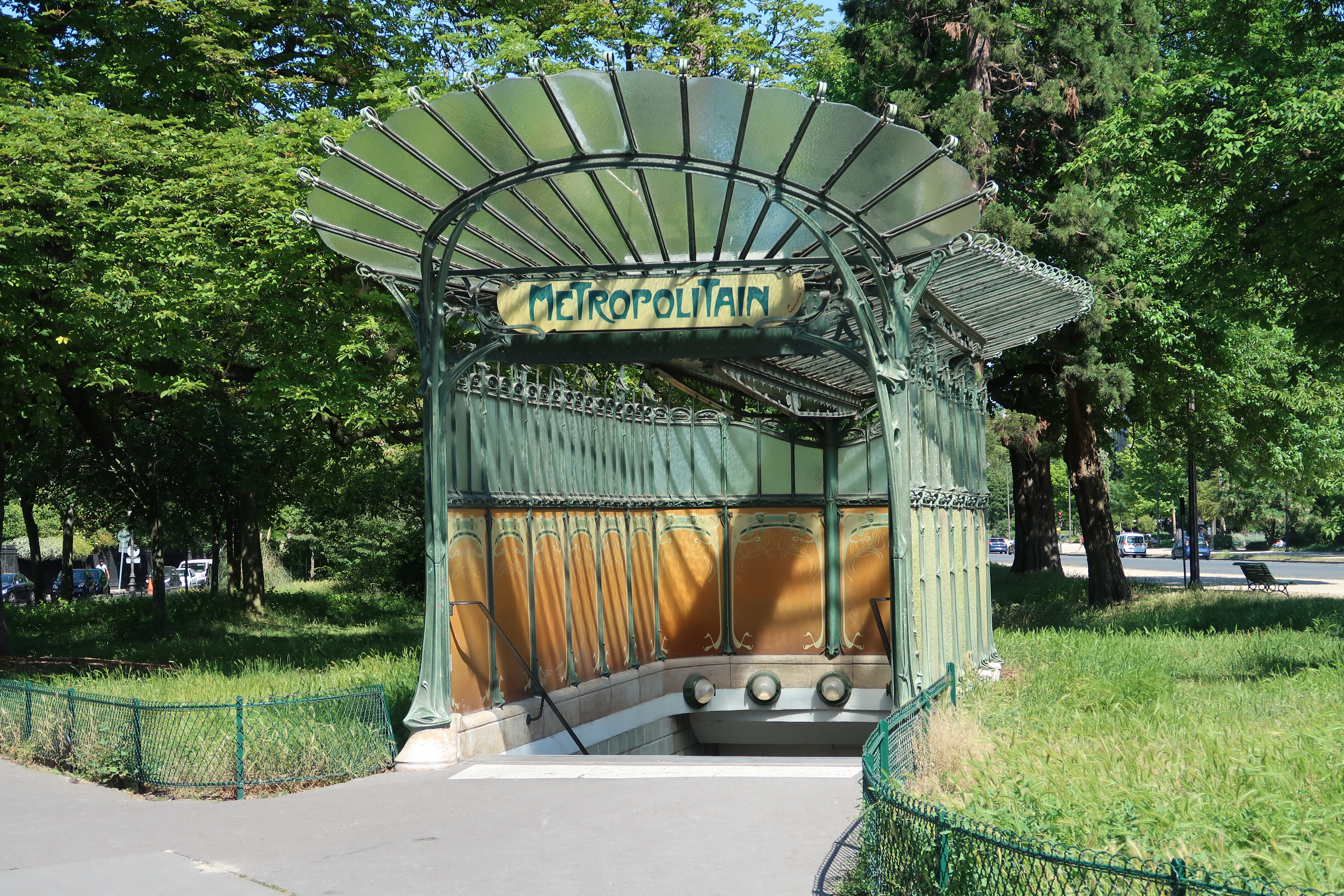
Wejście do stacji metra Porte Dauphine w Paryżu, Hector Guimard, 1900

Po szczytowym okresie secesji, latach 1892–1902, około 1905 roku styl ten uległ wyczerpaniu. Część artystów zmarła, część powróciła do form historycznych, inni zaczęli tworzyć w nowszych stylach, a twórczość jeszcze innych uległa zbanalizowaniu. Powody załamania secesji były rozmaite: przerost ornamentyki, nadmierne dążenie do oryginalności, masowa produkcja słabych wyrobów, pojawienie się dużej ilości dzieł miernych i tandetnych, niefunkcjonalność przedmiotów i inne.
W latach 20. i 30. XX wieku secesja była najczęściej uważana za synonim złego smaku. Paul Morand pisał w 1931 roku: Nigdy smak nie upadł tak nisko. Płynąca z Wiednia fala błędu zalewa Europę, oznaczając być może jej zmierzch. Jest to letarg, omdlenie. [...] Artystom wydaje się, że czerpią z natury – z baldaszków, z muszli, z kłosów lub ziarn, nigdy zaś nie byli od niej tak daleko. Zainteresowanie nauki secesją rozpoczęło się w 1925 roku z pracą niemieckiego historyka sztuki Ernsta Michalskiego Die entwicklungsgeschichteliche Bedeutung des Jugendstils. 5 lat później Salvador Dalí, jako pierwszy artysta od czasu upadku secesji, wyraził swój podziw dla tego stylu. Wzrastała liczba publikacji i wystaw, poświęconych secesji, co w efekcie doprowadziło do wykształcenia się pozytywnego stosunku do secesji, a nawet mody. W efekcie w latach 60. możliwe było sformułowanie następującej opinii: Secesja cieszy się dziś w świecie zachodnim wziętością niezrównaną.